# Chris Jeffries
Chris Jeffries (* 1. Juli 1978 in Calgary) ist ein ehemaliger kanadischer Skilangläufer.

## Werdegang
Jeffries, der für den Nakkertok Ski Club startete, trat international erstmals bei den Junioren-Skiweltmeisterschaften 1997 in Canmore in Erscheinung. Dort belegte er den 49. Platz über 30 km Freistil und den 12. Rang mit der Staffel. In der Saison 2000/01 gewann er in Val Cartier über 10 km klassisch sein erstes Rennen im Continental-Cup und lief im Januar 2001 in Soldier Hollow seine ersten Rennen im Weltcup. Dort holte er mit dem 26. Platz im Sprint seine ersten Weltcuppunkte. In der Saison 2002/03 siegte er zweimal im Continental-Cup und kam bei den nordischen Skiweltmeisterschaften 2003 im Val di Fiemme auf den 54. Platz über 15 km klassisch, auf den 51. Rang im Skiathlon und auf den 15. Platz mit der Staffel. Nach fünf ersten und zwei zweiten Plätzen zu Beginn der Saison 2004/05 im Nor-Am-Cup, belegte er bei den nordischen Skiweltmeisterschaften 2005 in Oberstdorf den 55. Platz über 15 km Freistil und den 13. Rang mit der Staffel. Im folgenden Jahr wurde er in Thunder Bay kanadischer Meister im 50 km klassisch Massenstartrennen und lief bei den Olympischen Winterspielen 2006 in Turin auf den 61. Platz im Skiathlon, auf den 58. Rang im 50 km klassisch Massenstartrennen und zusammen mit Devon Kershaw, Sean Crooks und George Grey auf den 11. Platz in der Staffel. Zudem erreichte er im Januar 2006 in Oberstdorf mit dem 24. Platz im Skiathlon seine beste Einzelplatzierung im Weltcup. In der Saison 2006/07 kam er im Nor-Am-Cup je zweimal auf den dritten und zweiten Platz sowie einmal auf den ersten Rang. Sein letztes Weltcuprennen absolvierte er im Januar 2008 in Canmore, welches er auf dem 56. Platz über 15 km Freistil beendete.

## Teilnahmen an Weltmeisterschaften und Olympischen Winterspielen

### Olympische Spiele
- 2006 Turin: 11. Platz Staffel, 58. Platz 50 km Freistil Massenstart, 61. Platz 30 km Skiathlon

### Nordische Skiweltmeisterschaften
- 2003 Val di Fiemme: 15. Platz Staffel, 51. Platz 20 km Skiathlon, 54. Platz 15 km klassisch
- 2005 Oberstdorf: 13. Platz Staffel, 55. Platz 15 km Freistil

## Siege bei Continental-Cup-Rennen
| Nr. | Datum             | Ort               | Disziplin                     | Serie           |
| --- | ----------------- | ----------------- | ----------------------------- | --------------- |
| 1.  | 17. Dezember 2000 | Val Cartier       | 10 km klassisch               | Continental-Cup |
| 2.  | 20. Januar 2003   | Mont Sainte-Anne  | 15 km Freistil                | Continental-Cup |
| 3.  | 25. Januar 2003   | Mont Orford       | 10 km Freistil                | Continental-Cup |
| 4.  | 25. November 2004 | Vernon            | 15 km Freistil                | Nor-Am-Cup      |
| 5.  | 11. Dezember 2004 | Foret Montmorency | 10 km klassisch               | Nor-Am-Cup      |
| 6.  | 12. Dezember 2004 | Foret Montmorency | 30 km Freistil                | Nor-Am-Cup      |
| 7.  | 18. Dezember 2004 | Mont Sainte-Anne  | 15 km klassisch Massenstart   | Nor-Am-Cup      |
| 8.  | 19. Dezember 2004 | Mont Sainte-Anne  | 15 km Freistil                | Nor-Am-Cup      |
| 9.  | 12. März 2006     | Thunder Bay       | 50 km klassisch Massenstart 1 | Nor-Am-Cup      |
| 10. | 21. März 2007     | Mont Sainte-Anne  | 15 km klassisch               | Nor-Am-Cup      |